# Ballstraße 36 (Quedlinburg)

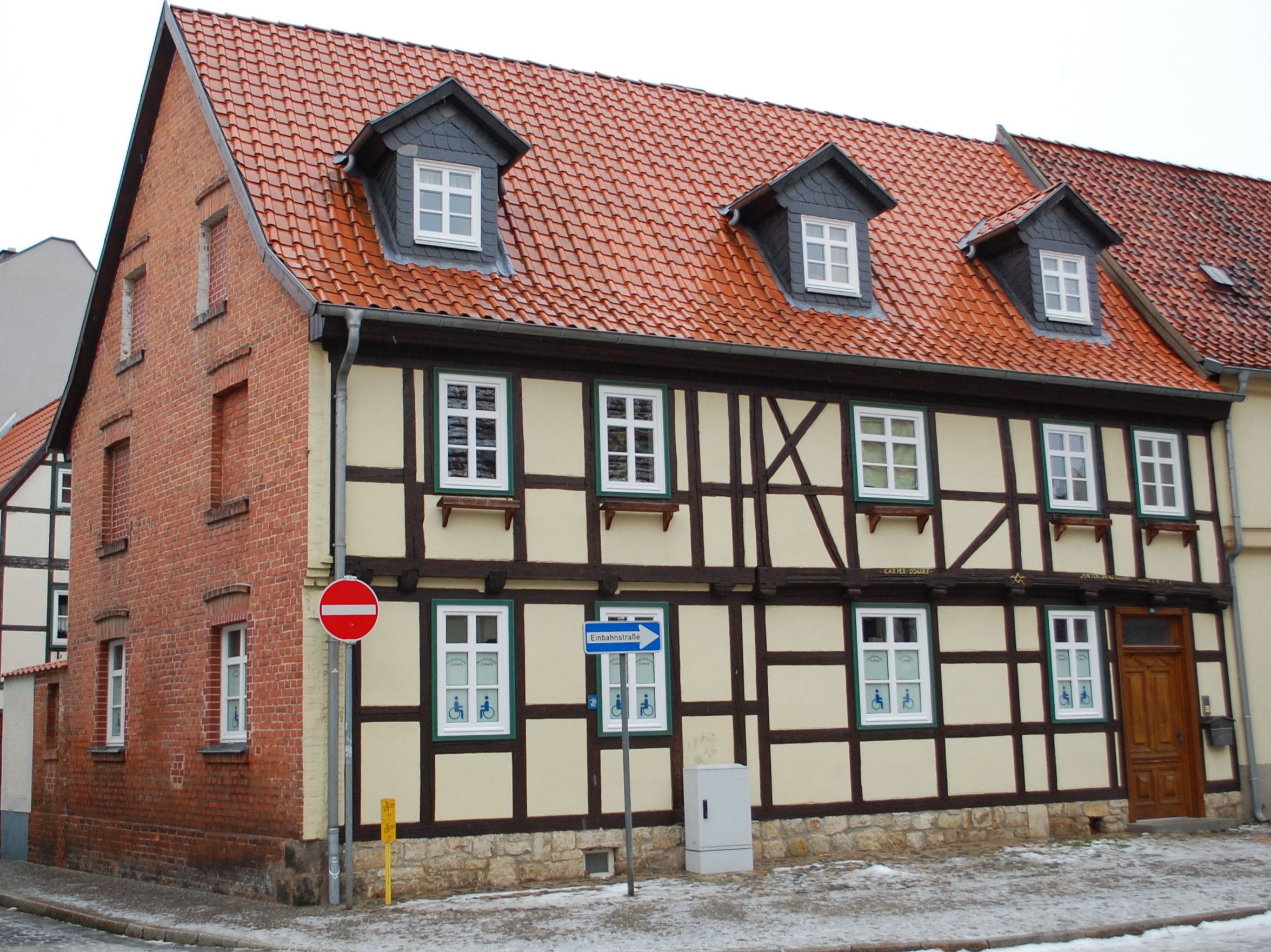
Ballstraße 36

Das Haus Ballstraße 36 ist ein denkmalgeschütztes Gebäude in der Stadt Quedlinburg in Sachsen-Anhalt.

## Lage
Es befindet sich im östlichen Teil der historischen Quedlinburger Neustadt an der Einmündung der Mauerstraße auf die Ballstraße und gehört zum UNESCO-Weltkulturerbe.

## Architektur und Geschichte
Das zweigeschossige Fachwerkhaus geht in seinem Kern auf das Jahr 1679 zurück. Im Quedlinburger Denkmalverzeichnis ist das Haus als Wohnhaus eingetragen. Nach der an der Stockschwelle befindlichen Inschrift M.PETER DINNEHAUEPT wurde das Haus durch den Baumeister Peter Dünnehaupt gebaut. Es handelt sich um den spätesten bekannten Bau Dünnehaupts.  Die Stockschwelle ist mit einer Schiffskehle verziert.
Das Gebäude wurde umfangreich erneuert. So wurde der zur Mauerstraße zeigende Nordgiebel um das Jahr 1900 als Backsteinmauer neu ausgeführt.